# Saint-Mesmin, Vendée

Saint-Mesmin este o comună în departamentul Vendée, Franța. În 2009 avea o populație de 1,819 de locuitori.